# León (Espagne)
Pour les articles homonymes, voir Léon.
León (en léonais : Llión) est une ville espagnole de la comarque de Tierra de León. C'est la capitale de la province de León, dans la communauté autonome de Castille-et-León. La ville comptait 125 317 habitants en 2017.
Elle fut au Moyen Âge la capitale du royaume de León. Le Camino francés (« chemin français ») du pèlerinage de Saint-Jacques-de-Compostelle passe par la ville. Le Camino real (« chemin royal ») y aboutit également.

## Géographie

### Localisation
La ville de León est située approximativement au centre géographique de sa province.

### Hydrographie
León est arrosée par le Bernesga et par le Torío qui confluent au sud de la ville.

### Aéroport
L'aéroport de León (IATA : LEN) est situé à 6 km du centre de la ville, dans la ville voisine de La Virgen Del Camino/Valvarde de la Virgen. En plus d’offrir plusieurs vols intérieurs à travers le pays, il possède également une ligne directe avec Paris. Durant la saison estivale, le nombre de connexions augmente.

### Climat
Le climat est méditerranéen continental, tandis que les étés sont adoucis par la proximité des monts Cantabriques. Les températures sont plus fraîches, avec une moyenne annuelle de 10,9 °C, des hivers froids (0 °C - 4 °C) et un gel très fréquent (74 jours de gel par an en moyenne). La neige tombe en moyenne 16 jours an, mais les fortes chutes sont rares. L'été est chaud, toutefois adouci par l'altitude de la ville (températures maximales d'environ 27 °C).

## Toponymie
Le nom de la ville dériverait du terme latin legio et ferait donc référence à la légion romaine VI dite Victrix qui s'était installée à  son emplacement actuel à la suite de la conquête romaine. Cette thèse, est communément acceptée, pour preuve le gentilé legionense couramment donné aux habitants de la ville. L'évolution de Legio à Llión s'explique facilement parce qu'en latin classique, les lettres g  et i se prononcent « gui », en évoluant par les formes historique de Leio ou Leionem.
La graphie espagnole (sans accent aigu sur le « e » et avec un accent tonique sur le « o ») est attestée, en français, dans le Grand Larousse encyclopédique depuis les années 1960, sans doute pour éviter la confusion avec Léon, désignant le prénom ou le terroir breton. 

## Histoire
La ville fut fondée en l'an 68 de l'ère chrétienne. Son nom vient du latin legio en relation avec la legio VII Gemina, légion romaine qui prit place dans l'actuel emprise de la ville afin d'assurer le contrôle et la sécurité du transport de l'or extrait de la province, spécialement à Las Médulas.
Un centurion, saint Marcel, aurait été martyrisé à Tanger au IIIe siècle avec sa femme et ses fils.

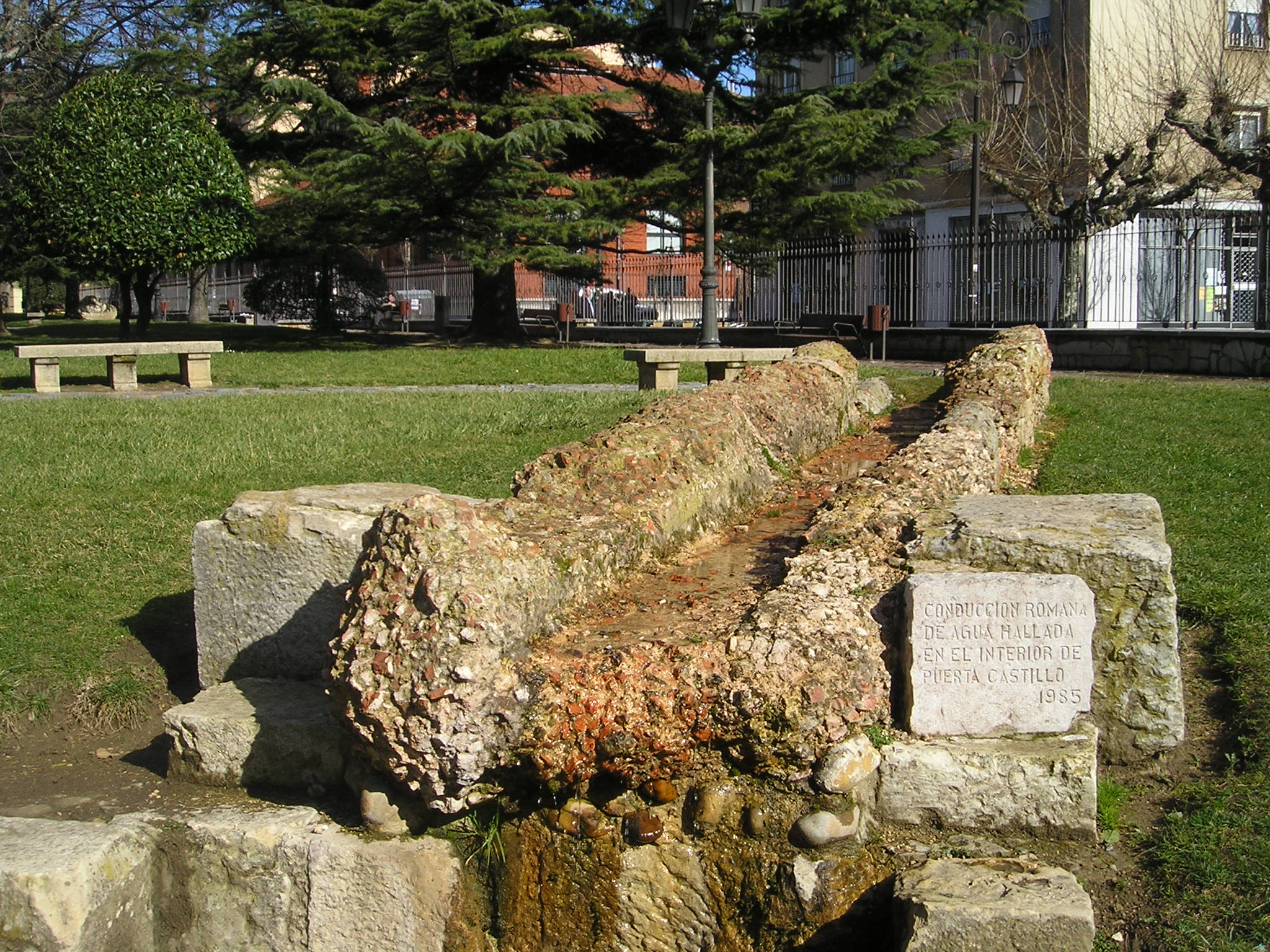
Canalisation découverte dans la zone du camp de la Legio VII Gemina.
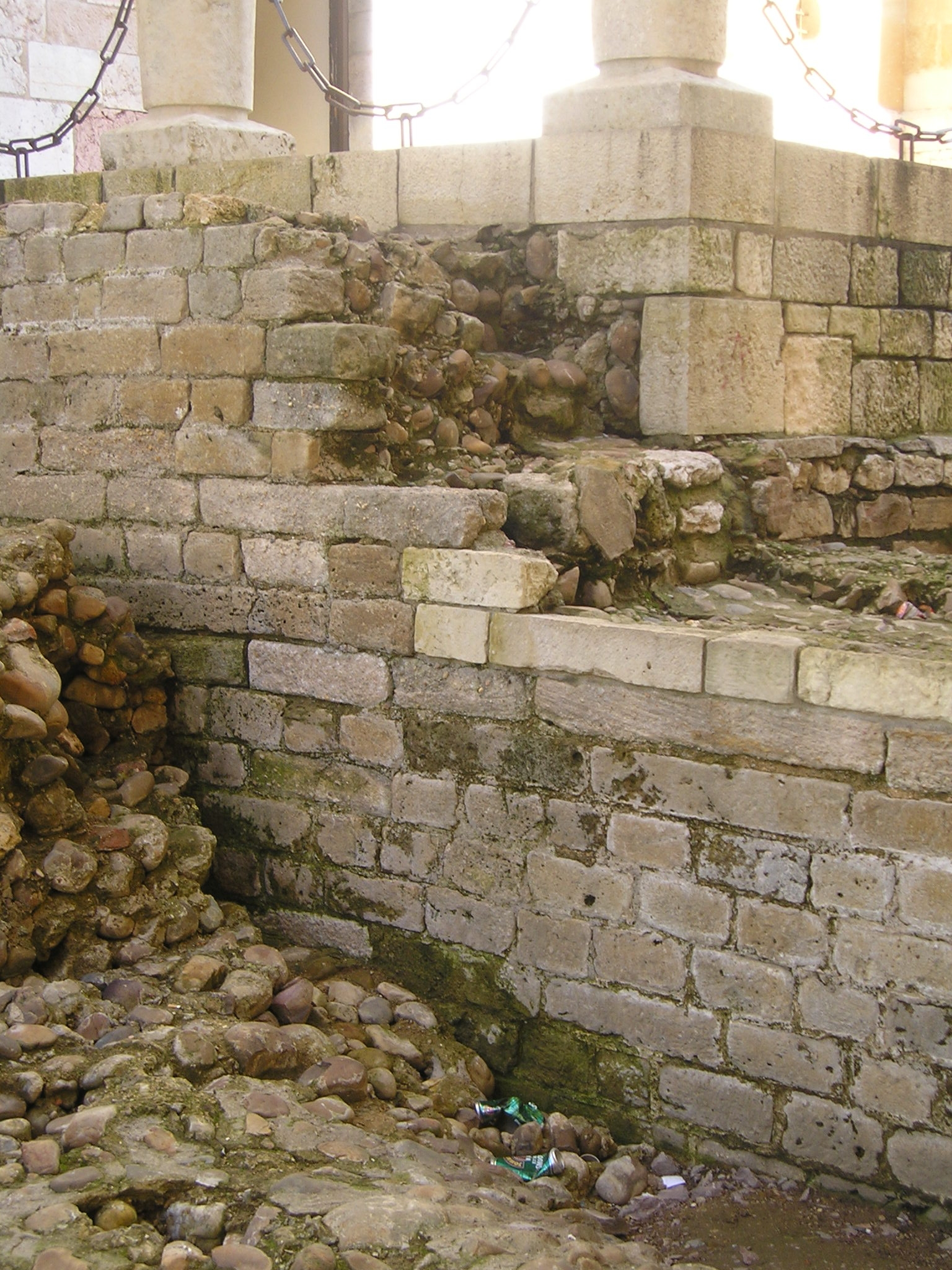
Vestiges de la muraille romaine autour de San Isidoro.
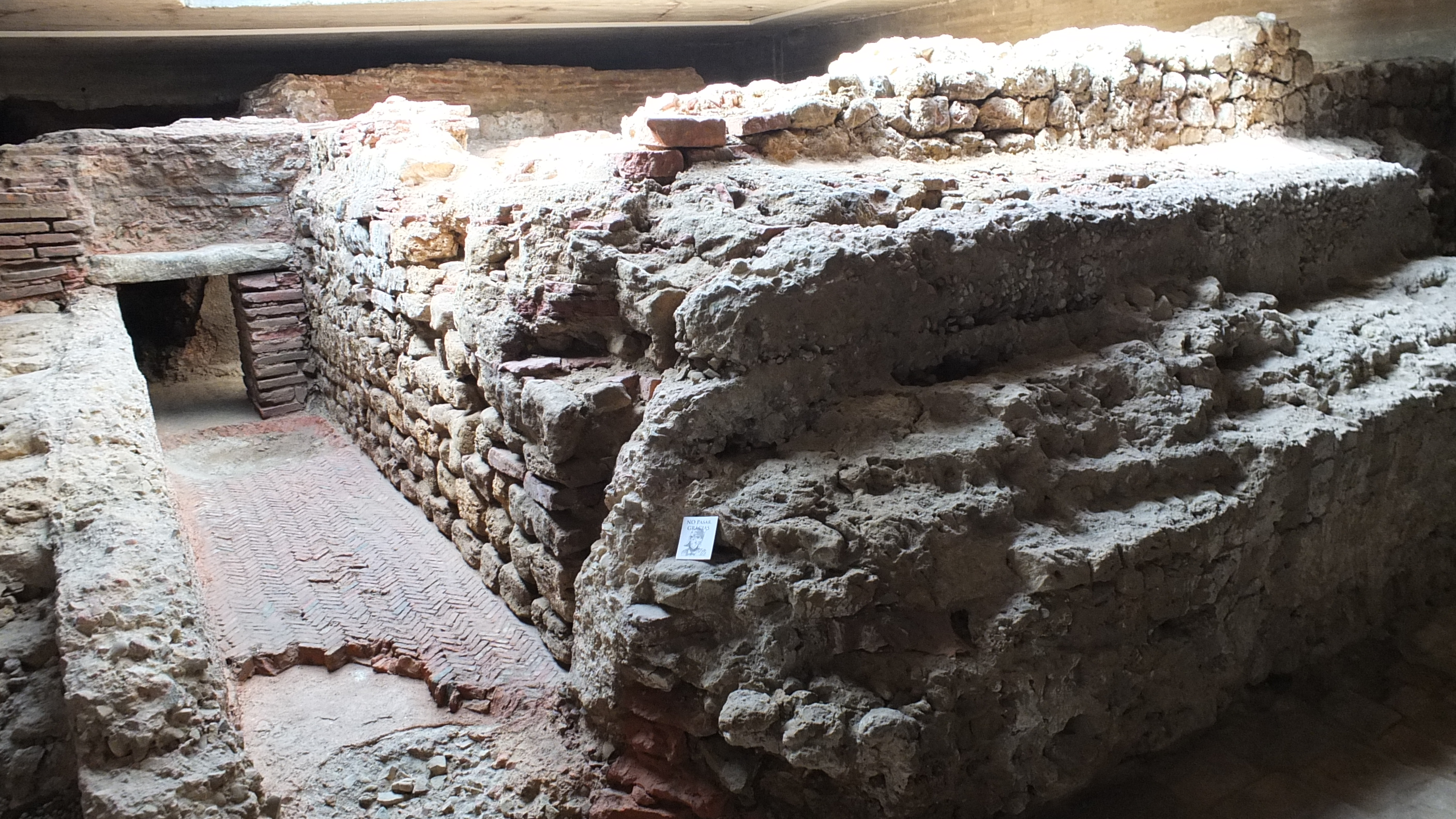
Vestiges des thermes du camp.

León fut prise ensuite par les Wisigoths. Elle fut conquise par les musulmans en 712. Désertée à la suite de l'invasion musulmane en 717, la ville garda néanmoins le nom de Legionis, qui donna León. Vers 846, un groupe de mozárabes (chrétiens alors sous domination musulmane) tenta de reconquérir la ville, mais une attaque musulmane mit fin à cette initiative. En 856, sous le règne d'Ordoño Ier d'Oviedo, une tentative de reconquête eut lieu, avec succès cette fois, et, plus tard, le roi Ordoño II en fit la capitale du royaume asturléonais en 914.
Au Xe siècle, sous le règne d'Alphonse III le Grand, avec l'expansion du territoire, le roi asturien et ses descendants bâtirent les murailles sur les ruines de fortifications romaines. León devint un royaume chrétien indépendant vers 910, lorsque les Asturies furent partagées entre les trois fils d'Alphonse III, après l'abdication de ce dernier.
Pillée par Almanzor vers 987, elle fut reconstruite et repeuplée par Alphonse V de León qui lui accorda la prérogative de 1017, ce qui permit, joint au courant de personnes, de cultures, d'arts et d'idées apporté par le chemin de Saint-Jacques de Compostelle, la croissance et la divertification de la vie économique de la ville. De ce fait, des quartiers artisanaux et commerçants apparurent, dès le XIIIe siècle, et prirent part au gouvernement municipal.
Un document royal du XIe siècle cite la juderia de Puente Castro. L’aljamia, la communauté juive se trouvait en effet sur le coteau voisin. Elle fut supprimée au XIIe siècle.
Durant le bas Moyen Âge, la ville dut sa période de prospérité à l'élevage. Son déclin démographique et économique débuta au XVIe siècle et perdurera jusqu'au XIXe siècle. 
En juillet 1936, elle rallia le soulèvement nationaliste contre la république.

## Politique et administration

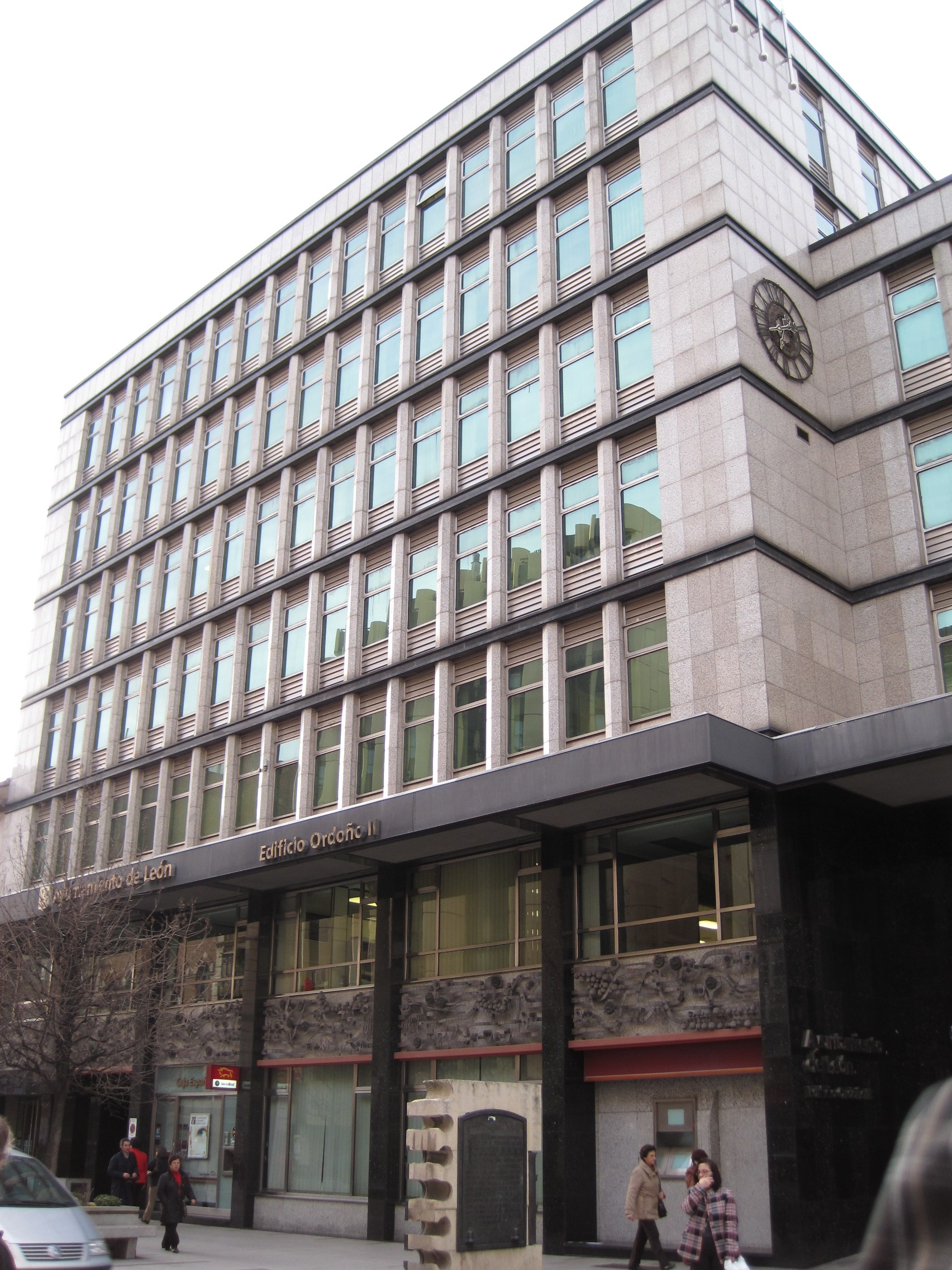
L'hôtel de ville de León.

León appartient à la province éponyme, dont elle constitue la capitale, ainsi qu'à la comarque de la Tierra de León et à la communauté autonome de Castille-et-León. Elle accueille donc le siège de la députation provinciale.

### Conseil municipal
Lors des élections municipales du 28 mai 2023, la ville de León comptait 120 000 habitants. Son conseil municipal (Pleno del Ayuntamiento) se compose donc de 27 élus.
| Parti | Parti          | 1979 | 1983 | 1987 | 1991 | 1995 | 1999 | 2003 | 2007 | 2011 | 2015 | 2019 | 2023 |
| ----- | -------------- | ---- | ---- | ---- | ---- | ---- | ---- | ---- | ---- | ---- | ---- | ---- | ---- |
|       | CDS            |      | 0    | 2    | 0    |      | 0    |      |      |      |      |      |      |
|       | Cs             |      |      |      |      |      |      |      |      |      | 4    | 4    | 0    |
|       | Indépendants   |      | 11   | 12   |      | 0    |      |      |      |      |      |      |      |
|       | PCE            | 4    | 0    | 0    | 1    | 1    | 0    | 0    | 0    | 0    |      | 0    | 0    |
|       | IU             | 4    | 0    | 0    | 1    | 1    | 0    | 0    | 0    | 0    |      | 0    | 0    |
|       | León Despierta |      |      |      |      |      |      |      |      |      | 2    | 0    |      |
|       | León en Común  |      |      |      |      |      |      |      |      |      | 2    | 0    |      |
|       | CD             | 3    | 5    | 4    | 13   | 14   | 13   | 12   | 11   | 15   | 10   | 9    | 9    |
|       | CP             | 3    | 5    | 4    | 13   | 14   | 13   | 12   | 11   | 15   | 10   | 9    | 9    |
|       | AP             | 3    | 5    | 4    | 13   | 14   | 13   | 12   | 11   | 15   | 10   | 9    | 9    |
|       | PP             | 3    | 5    | 4    | 13   | 14   | 13   | 12   | 11   | 15   | 10   | 9    | 9    |
|       | PSOE           | 10   | 11   | 9    | 10   | 6    | 7    | 10   | 13   | 10   | 8    | 10   | 11   |
|       | Podemos-EQuo   |      |      |      |      |      |      |      |      |      |      | 1    | 0    |
|       | UCD            | 10   |      |      |      |      |      |      |      |      |      |      |      |
|       | UPL            |      |      |      | 3    | 6    | 7    | 5    | 3    | 2    | 1    | 3    | 5    |
|       | Vox            |      |      |      |      |      |      |      |      |      |      | 0    | 2    |
| Total | Total          | 27   | 27   | 27   | 27   | 27   | 27   | 27   | 27   | 27   | 27   | 27   | 27   |

### Liste des maires
| Mandature | Maire | Maire                                          | Parti       |
| --------- | ----- | ---------------------------------------------- | ----------- |
| 1979-1983 |       | Juan Morano (es)                               | UCD         |
| 1983-1987 |       | Juan Morano (es)                               | Indépendant |
| 1987-1991 |       | José Luis Díaz Villarig                        | AP          |
| 1987-1991 |       | Luis Diego Polo (1988) Juan Morano (es) (1989) | Indépendant |
| 1991-1995 |       | Juan Morano (es)                               | PP          |
| 1995-1999 |       | Mario Amilivia (es)                            | PP          |
| 1999-2003 |       | Mario Amilivia (es)                            | PP          |
| 2003-2007 |       | Francisco Fernández Álvarez                    | PSOE        |
| 2003-2007 |       | Mario Amilivia (es) (2004)                     | PP          |
| 2007-2011 |       | Francisco Fernández Álvarez                    | PSOE        |
| 2011-2015 |       | Emilio Gutiérrez Fernández (es)                | PP          |
| 2015-2019 |       | Antonio Silván                                 | PP          |
| 2019-2023 |       | José Antonio Díez Díaz (es)                    | PSOE        |
| 2023-2027 |       | José Antonio Díez Díaz (es)                    | PSOE        |

### Organisation administrative
La ville de León est divisée en différents quartiers :
- Área 17
- Armunia
- Arturo Eyríes
- Casco Antiguo
- Cruce de Armunia
- El Crucero
- El Ejido
- Ensanche
- Eras de Renueva
- La Asunción
- La Chantría
- La Inmaculada
- La Lastra
- La Palomera
- La Sal
- La Torre
- La Vega
- La Victoria
- Las Ventas
- Obra Sindical del Hogar
- Oteruelo de la Valdocina
- Paraíso-Cantinas
- Patronato viviendas militares
- Pinilla
- Puente Castro
- San Esteban
- San Lorenzo
- San Mamés
- San Martín
- San Pedro
- Santa Ana
- Santa Marina
- Santa Olaja
- Trobajo del Cerecedo

### Jumelages
- Porto (Portugal)
- Chartres (France) depuis 2009

## Population et société

### Enseignement
La ville dispose d'une université publique, l'université de León, qui y a son campus principal, à Vegazana, et qui dispose également d'un campus annexe à Ponferrada. Fondée en 1979, elle compte aujourd'hui plus de 12 000 étudiants.

### Sports
La ville dispose d'un important club de handball, le CB Ademar León, d'un club de football évoluant en deuxième division, le Cultural Leonesa et un club de basket, le CB León, lui aussi en seconde division.
La ville promeut également le sport régional, la lutte léonaise, en organisant des classes de découverte de la discipline.

### Arrivées duTour d'Espagne
- Tour d'Espagne 2006 :  Thor Hushovd
- Tour d'Espagne 2004 :  US Postal (clm par équipe)
- Tour d'Espagne 2002 :  Santiago Botero
- Tour d'Espagne 2001 :  Erik Zabel
- Tour d'Espagne 1999 :  Marcel Wüst
- Tour d'Espagne 1998 :  Marcel Wüst

## Culture locale et patrimoine

### Le pèlerinage de Compostelle
León se trouve sur le Camino francés ; les pèlerins devaient honorer « le bienheureux Isidore, évêque, confesseur et docteur. ». C'était aussi une ville étape, ils trouvaient au monastère de San Marcos le gîte et le couvert.
Le Guide du Pèlerin d’Aymeri Picaud mentionne la ville de León comme suit :
- Chapitre II : Les étapes de Chemin de Saint-Jacques : « [………] la huitième va de Sahagun à la ville de León, […] »
- Chapitre III : Noms des villes et bourgs sur ce chemin : « […], la ville de León, résidence du roi et des cours, pleine de toutes sortes de félicités. »
- Chapitre VI : Eaux mauvaises et bonnes sur le chemin : « Quant aux fleuves dont les eaux sont douces et saines à boire, voici comment on les appelle communément : […], le Torio qui coule à León au-dessous du camp des Juifs, le Bernesgua qui passe auprès de la même ville, de l'autre côté, c'est-à-dire vers Astorga ; […] »
- Chapitre VIII : Corps saints à visiter sur la route et passion de saint Eutrope : « […] De là, il faut aller voir à León le corps vénérable du bienheureux Isidore, évêque, confesseur et docteur, qui institua pour les clercs ecclésiastiques une très pieuse règle, imprégna de sa doctrine tout le peuple espagnol et honora la sainte Église tout entière par ses ouvrages féconds. »

### Monuments et sites remarquables
- La cathédrale de León[6]

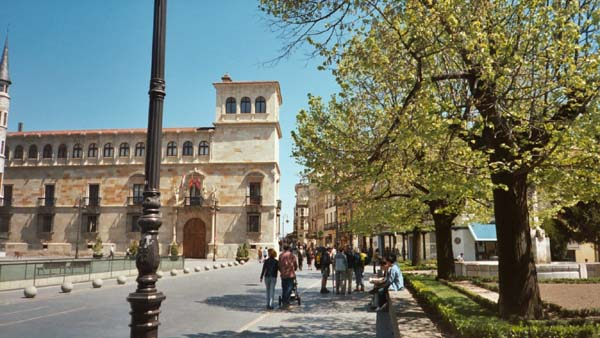
Palais des Guzmanes et début de la Calle Ancha.

Cette cathédrale de style gothique a été déclarée d'intérêt culturel en 1844. Elle fut bâtie sur les restes d’un palais qui fut lui-même construit à partir de bains thermaux romains du IIe siècle. La cathédrale est sans aucun doute surtout reconnue pour ses vitraux dont la majorité sont encore les originaux et datent du XIIIe-XVe siècle.
- La basilique Saint-Isidore[6]

Construite sur le site d'un ancien temple romain, elle est surtout connue pour les tombes des rois de León et ses peintures romanes. La tombe de saint Isidore attire aussi les visiteurs.
- L'hostal San Marcos de León[6]

Anciennement un couvent, cet hôtel luxueux possède également une église et un musée. Avec sa façade plateresque très ornementée, il constitue l'un des monuments les plus importants de la Renaissance en Espagne.
- La maison Botines[6]

De style néogothique, c'est une des rares œuvres de l'architecte Antoni Gaudí hors de Catalogne. 
- Le palais des Guzmanes

Palais dessiné par l'architecte Rodrigo Gil de Hontañón.
Il comporte une imposante cour intérieure de style plateresque. La structure antique conserve une grande partie de sa muraille médiévale et quelques vestiges de la première muraille romaine. 
- Le Quartier humide (Barrio Húmedo)[7]

L'endroit où l'on fête et boit dans la ville.
Les murs ont été bâtis au Ier siècle av. J.-C., puis agrandis aux IIIe et IVe siècles apr. J.-C.
- La place aux Grains.

#### Les musées
- Le MUSAC, musée d'art contemporain qui a ouvert ses portes en 2005, conçu par l'architecte Mansilla+Tuñón et qui a reçu le prix de l'Union européenne de l'architecture contemporaine.
- Le musée de León présente des outils et objets d'art datant de l'époque romaine jusqu'à nos jours.
- Le musée Sierra-Pambley est une maison du siècle des Lumières.

### Galerie

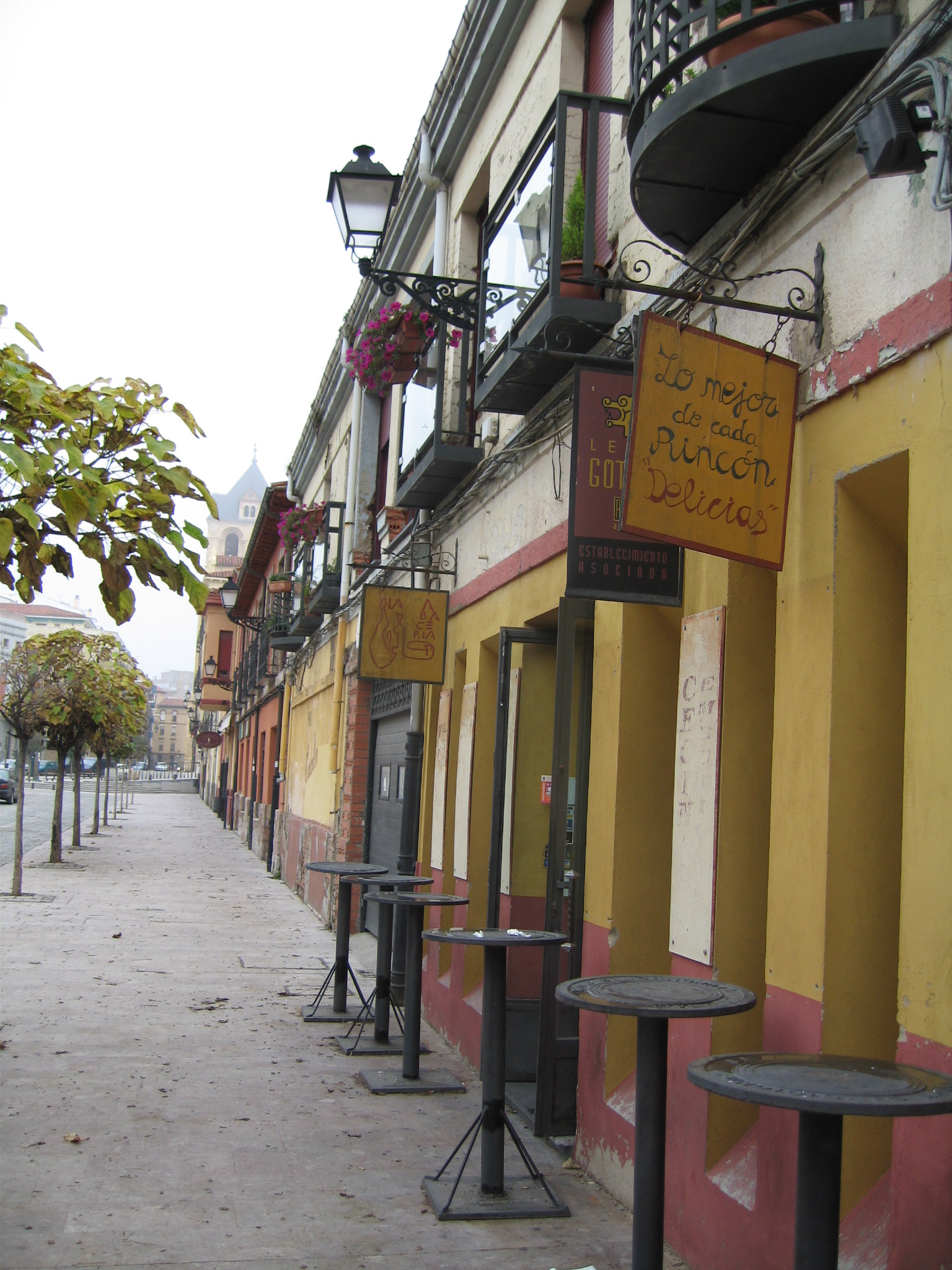
Une rue typique du vieux León.
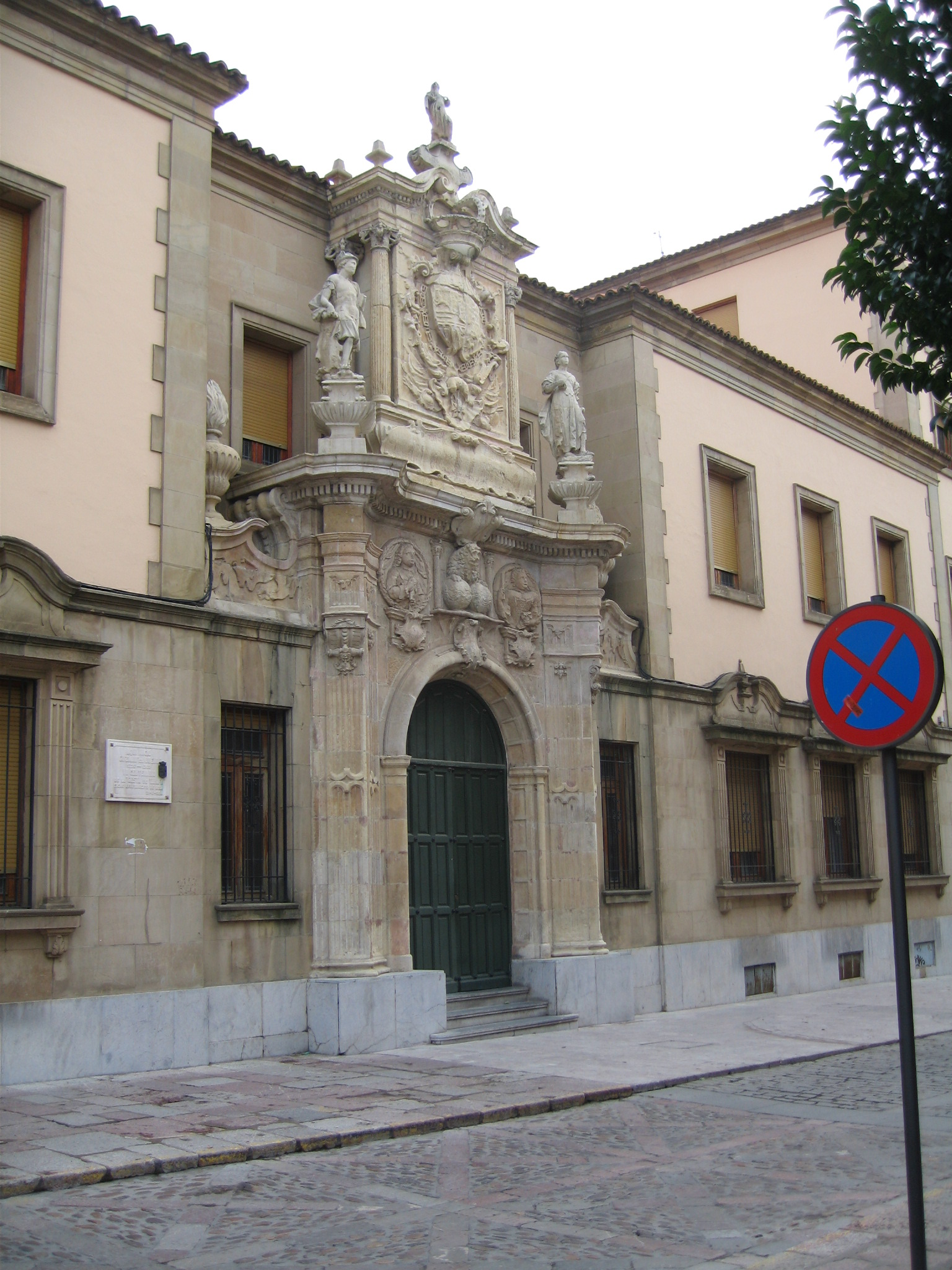
Porte d'entrée d'une maison du vieux León.
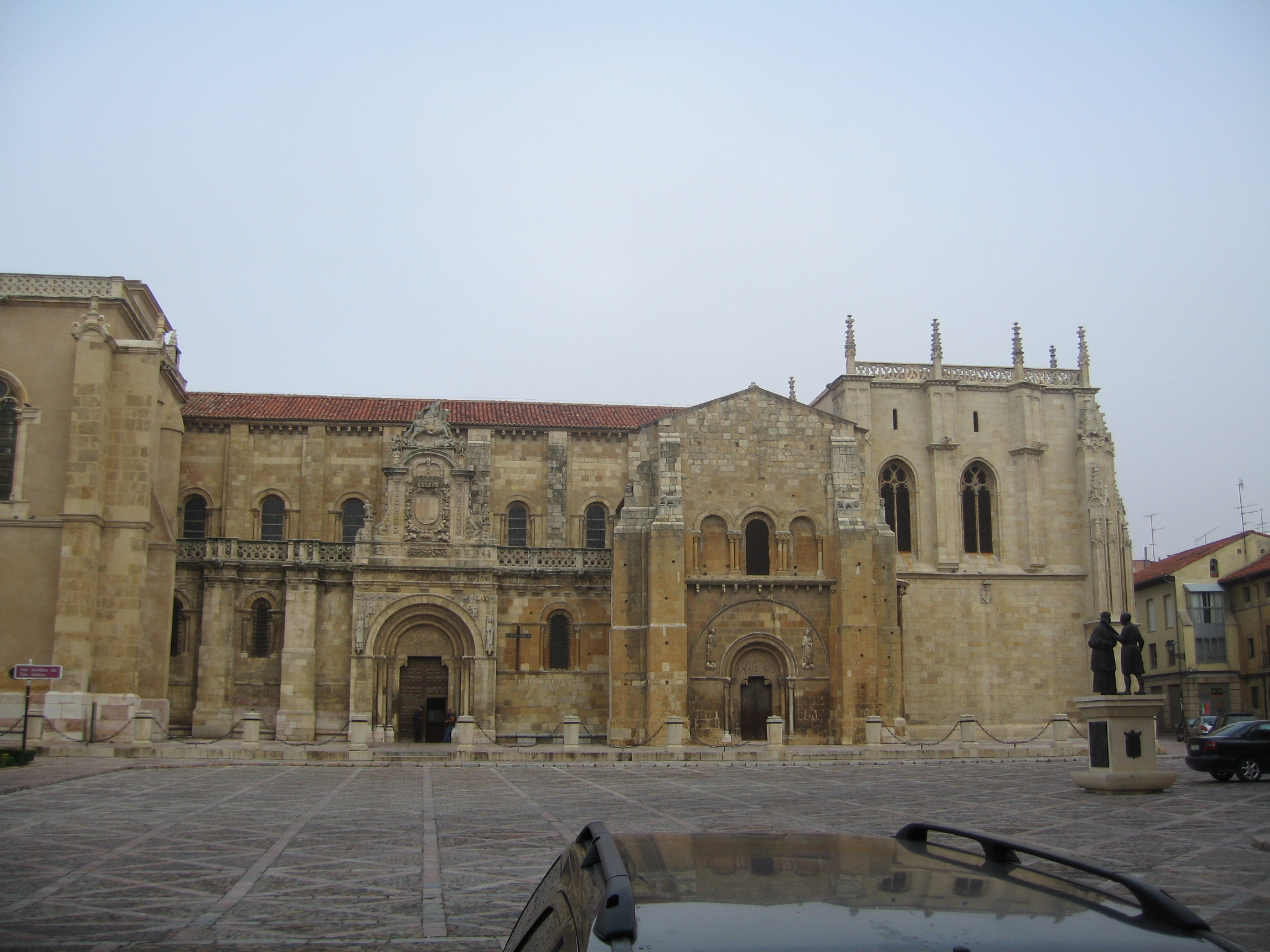
La basilique Saint-Isidore.
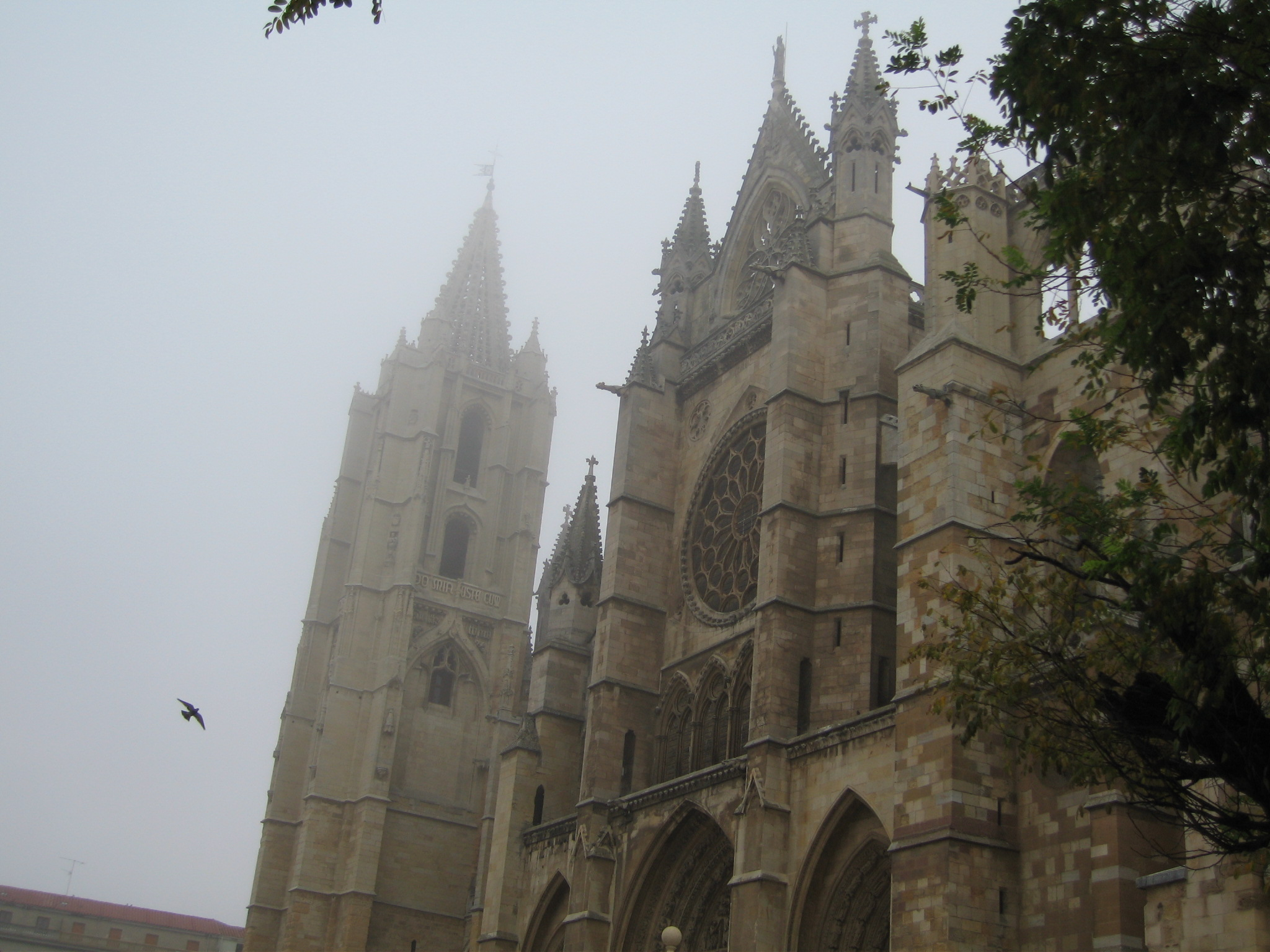
La cathédrale vue vers le sud-ouest.
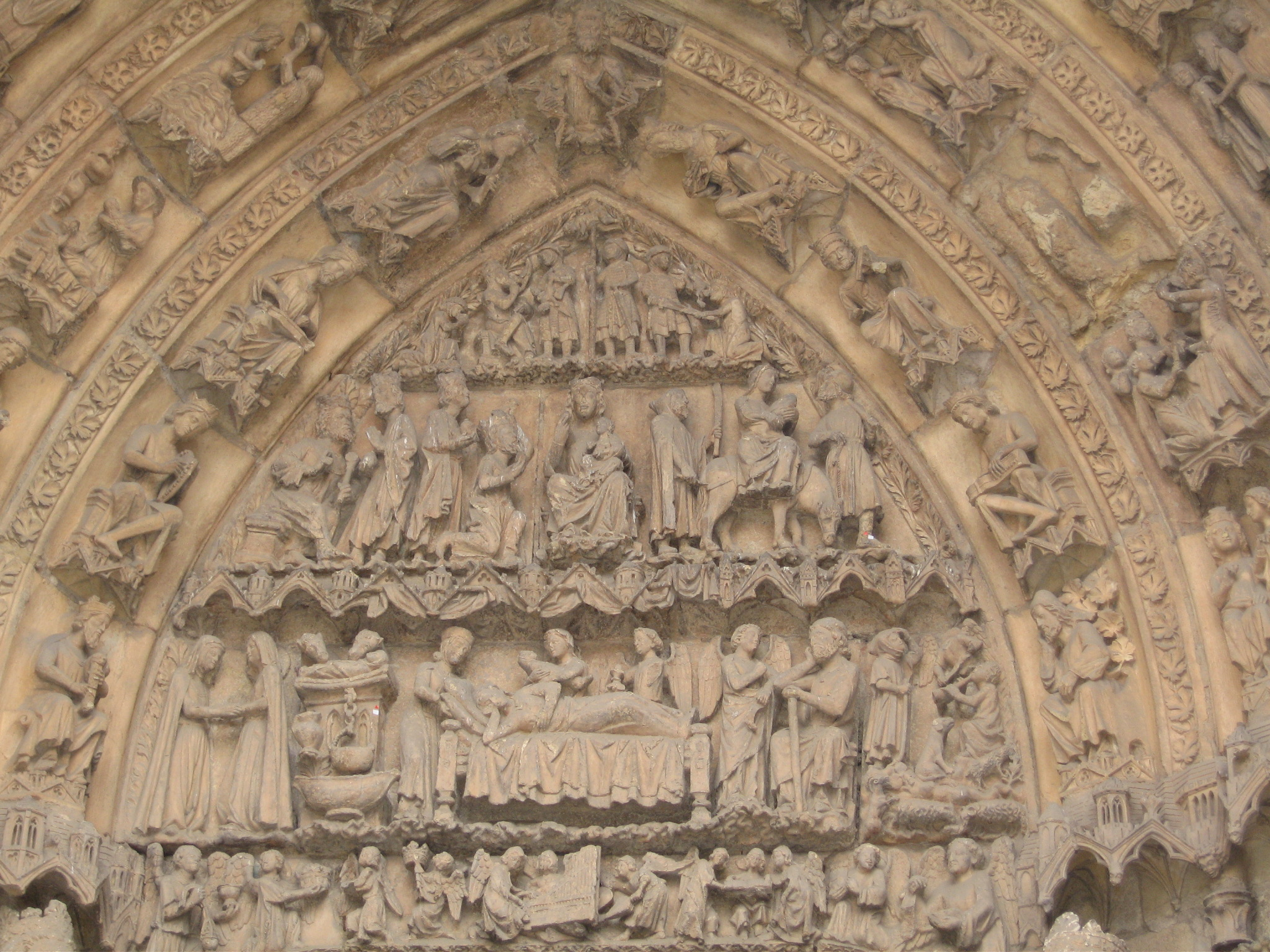
Détail du portail de gauche de la cathédrale.

### Les processions de la Semaine Sainte
Parmi toutes les manifestations folkloriques de León se remarque la semaine sainte, classée d'intérêt touristique international, durant laquelle de nombreuses processions parcourent le centre de la ville.

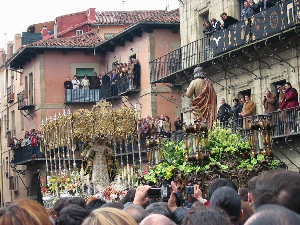
La rencontre de la Vierge et de St Jean

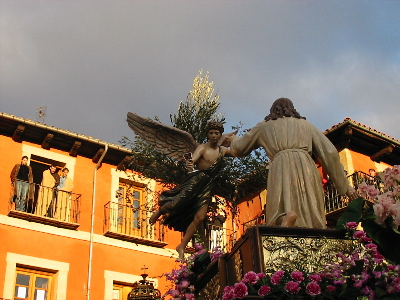
Le paso du mont des oliviers

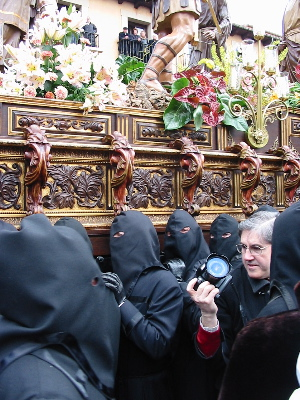
Papones portant le paso

Contrairement à beaucoup d'autres villes, les pasos (chars) des processions sont portés à dos d'hommes (ou de femmes) à travers toute la ville, ce qui permet de faire danser les chars en rythme avec la musique (bailar el paso : danser le pas). Certains porteurs marchent pieds nus malgré le risque de froid ou de blessure. L'exercice est épuisant, les plus gros pasos pesant plus d'une tonne et les processions pouvant durer plusieurs heures. Les papones (pénitents dans le jargon léonais) doivent s'arrêter régulièrement pour reprendre leur souffle. 
L'une des plus renommées est la Procession de la Rencontre, qui permet la rencontre de trois Pasos représentant saint Jean, la Vierge Marie et le Christ sur la plaza mayor (place de l'ancienne mairie). Une dizaine d'autres chars entourent les trois chars principaux.
Pendant que le paso de la vierge danse, le paso de Saint Jean s'incline. Les papones se mettent brièvement à genoux avant de se relever. C'est un passage délicat : le paso de Saint Jean est le plus lourd de tous (1 500 kg), et les porteurs ont commencé la procession 4 à 5 heures plus tôt.
Certains pasos sont de véritables œuvres d'art, vieilles parfois de plusieurs siècles. Elles sont la propriété des confréries (hermandad) de la ville, qui les entretiennent, les décorent et les portent.

### La procession païenne
Associé à la semaine sainte, le jour du jeudi saint se produit la procession païenne de l'enterrement de Genarín, commémorant la mort d'un pauvre écrasé par le premier camion-benne à ordures de la ville de León. Cette procession consiste en un croisement dans lequel les prières sont remplacées par l'ingestion d'orujo (un alcool élaboré à partir de la peau des raisins).
La procession s'achève devant les murailles de León, en face du pont où est supposé s'être produit l'accident, avec le dépôt d'un fromage et d'une bouteille d'orujo.

### Autres fêtes locales
- San Juan (Saint-Jean) et San Pedro (Saint-Pierre) (24 juin et 29 juin)
- San Froilán (5 octobre)

### Hôtellerie
L'hôtel San Marcos est un Parador 5 étoiles GL (Grand Luxe). Le bâtiment, classé monument historique, a été un hôpital, un monastère et une prison.

### Gastronomie
En 2018, la ville est élue « Capitale espagnole de la gastronomie ».

### Personnalités célèbres en lien avec la ville
- Marcel le Centurion ou Marcel de Tanger, martyr à Tanger en 298, natif de León, dont il est l'un des saints patrons.
- Moïse de León (1240-1305), rabbin sépharade, auteur majoritaire du Zohar.
- Francisco de los Ángeles Quiñones (1475-1540), cardinal espagnol, y est né.
- Gumersindo de Azcárate (1840-1917), juriste, historien, philosophe, universitaire et homme politique.
- José Antonio Alonso (1960-2017), homme politique espagnol.
- José Luis Rodríguez Zapatero (1960- ), président du gouvernement espagnol.
- Buenaventura Durruti (León, 14 juillet 1896 - Madrid, 20 novembre 1936) est une des figures principales de l'anarchisme espagnol.
- Óscar Yebra, (1974-), joueur espagnol de basket-ball.
- Saturnino de la Fuente García (1909-2022), supercentenaire espagnol.
- Luis Sáenz de la Calzada (1912-1994), médecin et artiste espagnol, lié à la troupe de théâtre de Federico García Lorca, La Barraca.
- Marta Sáenz de la Calzada (1946-), actrice canadienne, y est née.
- Antonio García Ferreras (1965-), journaliste espagnol.
- Marlén Viñayo (1987-), documentariste.

### León au cinéma
- 2005 : Saint-Jacques... La Mecque de Coline Serreau

### Héraldique
| Blason de León (Espagne) | Blason  | D'argent au lion de pourpre, armé et lampassé de gueules surmonté d'une couronne d'or. |
| Blason de León (Espagne) | Détails |                                                                                        |

## Presse
- Le Diario de León